# 鱼嘴站 (南京地铁)
鱼嘴站是南京地铁2号线西延线的一个车站，位于南京市建邺区，紧邻规划中的鱼嘴中心商务区。该站于2021年12月28日随2号线西延线建成通车。

## 历史
- 2018年10月17日，车站开工。
- 2020年7月10日，车站结构封顶。
- 2021年12月28日，随2号线西延线建成通车。

## 车站结构

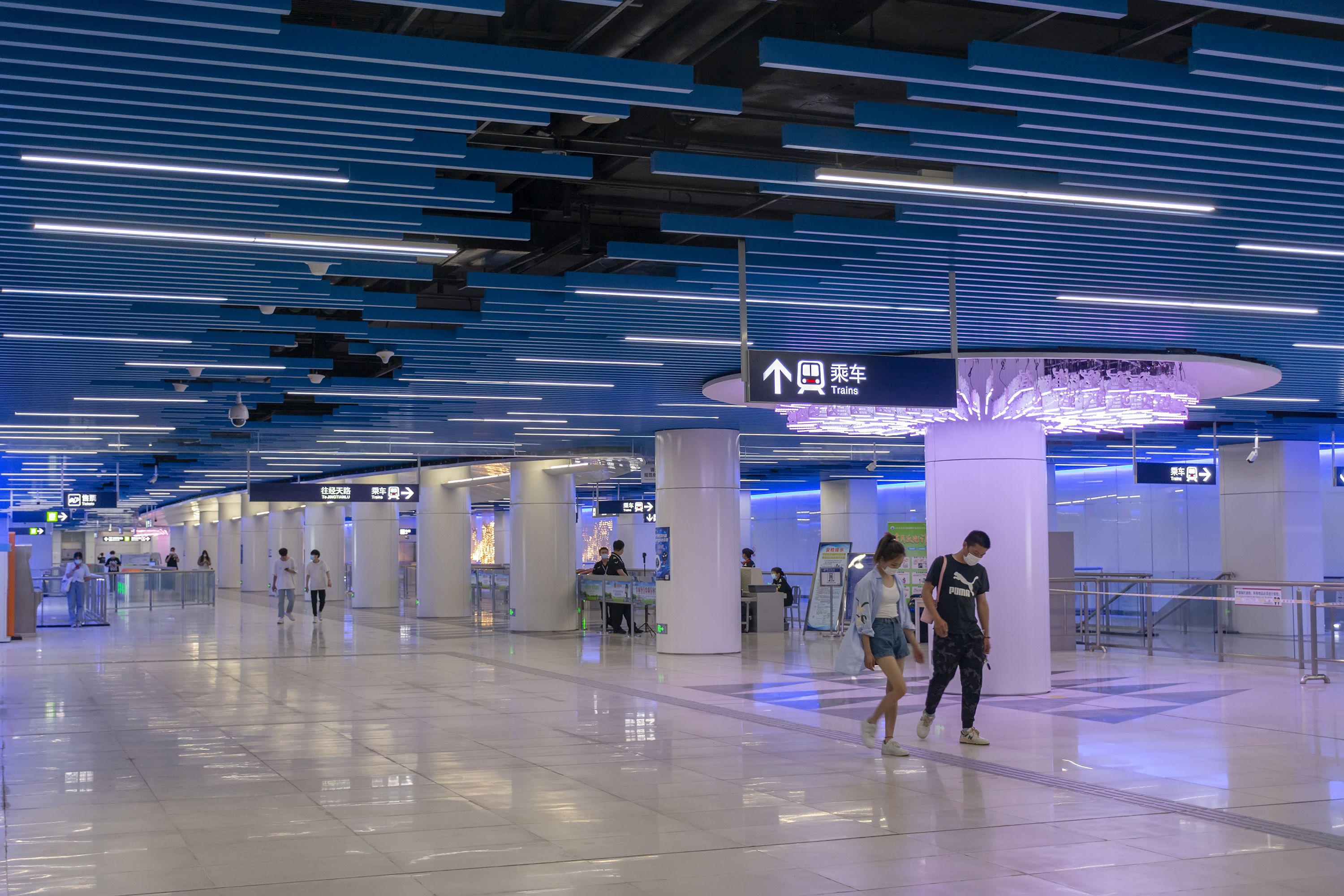
鱼嘴站进站大厅

鱼嘴站为地下两层侧式车站，站台宽13米，车站占地面积15000平方米，站后设有一折返线与停车线，供2号线列车掉头折返。车站主体采用明挖法施工。2号线车站沿秦新路东西向设置，规划的9号线车站沿头关街南北向设置。
车站远期与9号线二期L型节点换乘，车站初期共设3个出入口。
另外，受车站设计结构影响，目前鱼嘴站付费区两端无法连接，乘客必须出闸付费后，方可更换前往不同方向的站台。鱼嘴站也是南京地铁系统中目前唯一一个无法在付费区进行换向的车站。

### 楼层分布
| 1层  | 地面               | 出入口                                     |                    |                    |
| -1层 | 站厅               | 自动售票机、客服中心、安检通道、车站控制室 |                    |                    |
| -2层 | 侧式站台，右侧开门 | 侧式站台，右侧开门                         | 侧式站台，右侧开门 | 侧式站台，右侧开门 |
|      |                    | █ 2号线 终点站 下客站台                    |                    |                    |
|      |                    | █ 2号线 往经天路（天保街）                 |                    |                    |
|      | 侧式站台，右侧开门 |                                            |                    |                    |

## 车站设计

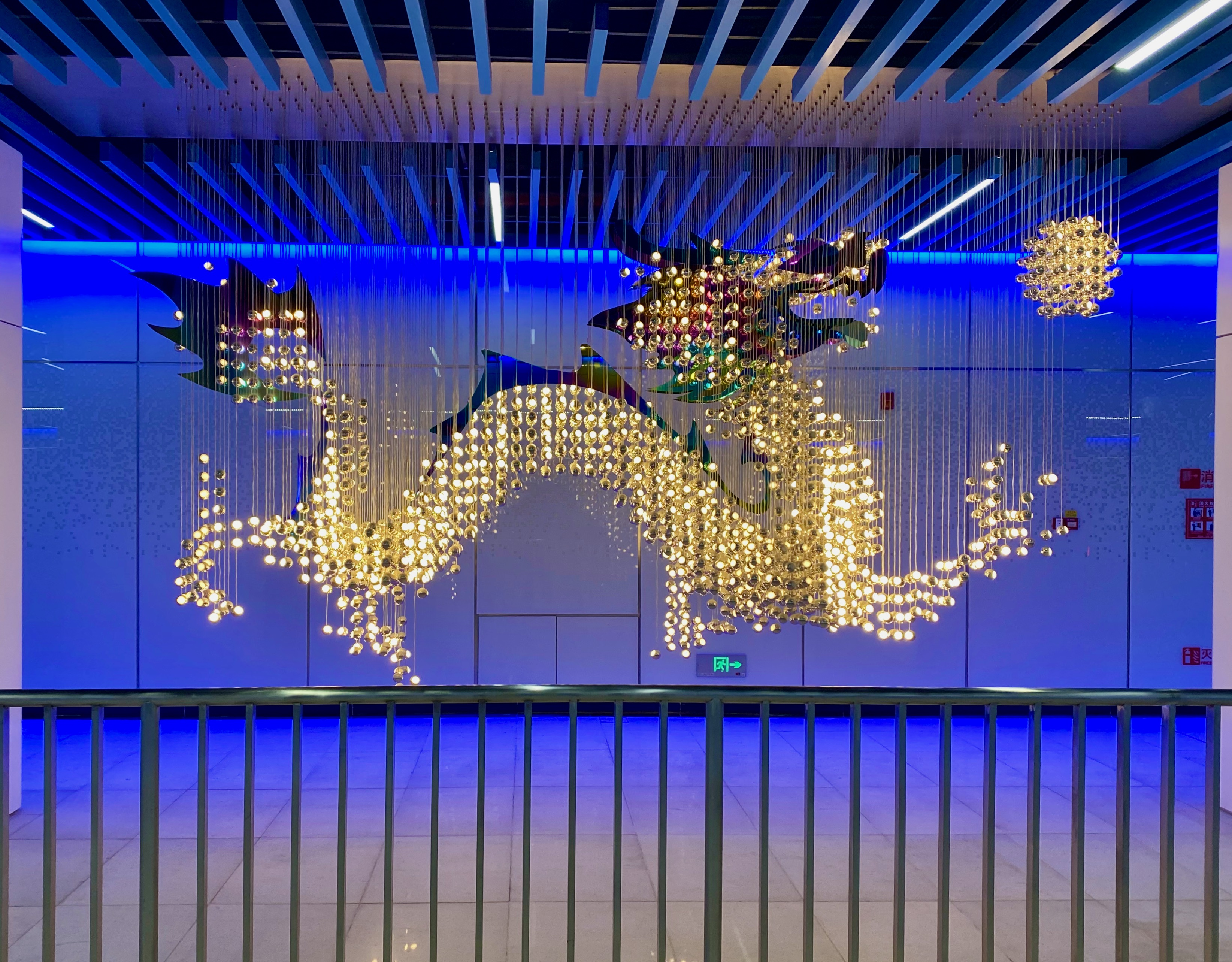
鱼嘴站的龙形灯光艺术品

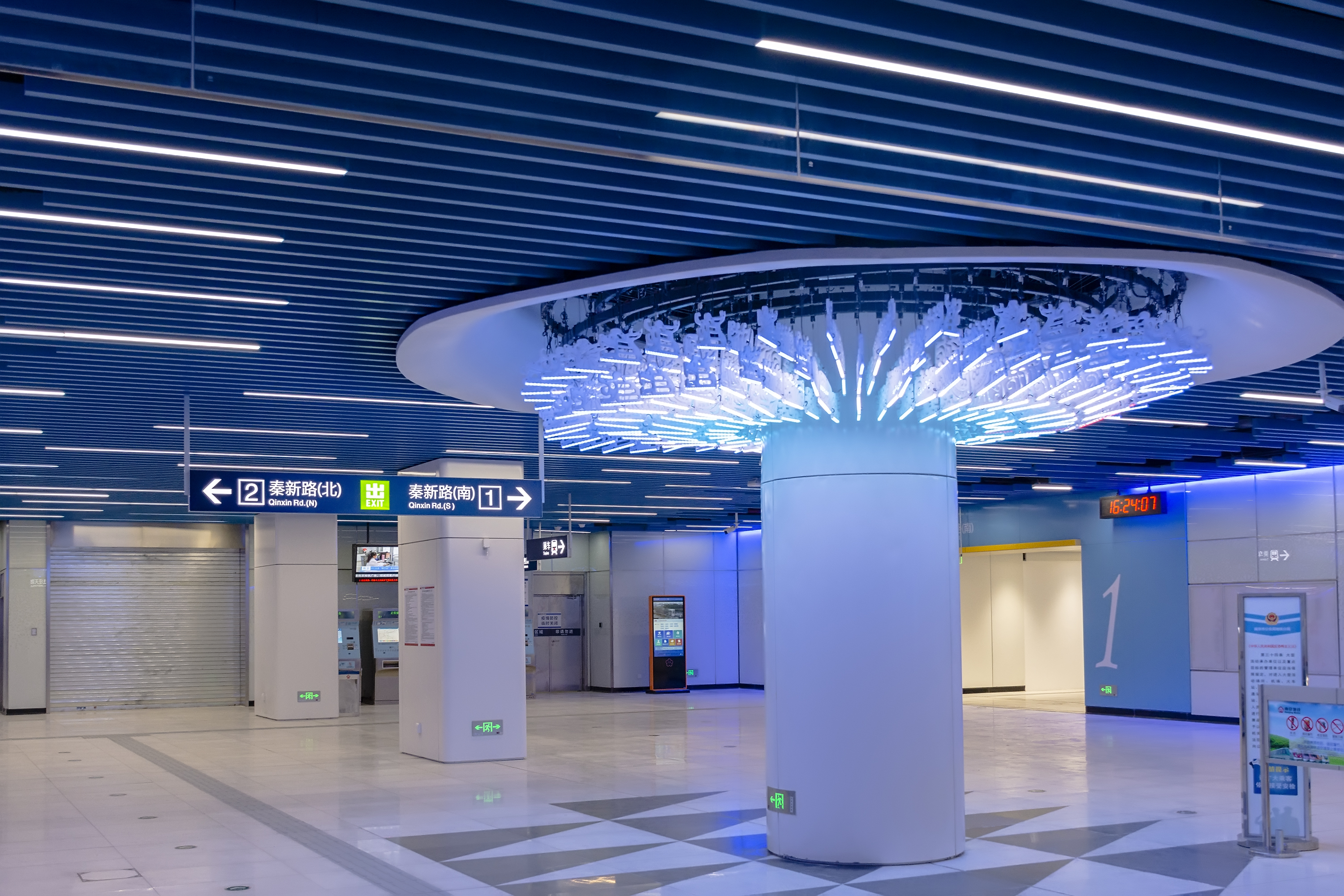
站厅立柱的龙形装饰

鱼嘴站的设计延续了2号线的“传统节日”设计主题，主色调为蓝色，车站设计主题为龙抬头。车站主题艺术品为一龙形灯光艺术品，由81条内嵌LED像素灯构成，表现了龙的游动和翻腾，预示着“玄生万物，九九归一”的思想理念。
同时，鱼嘴站站厅立柱上也设计有龙头图案，将龙和雨水的形态相结合，以展现车站的艺术主题。

## 出入口
鱼嘴站规划有5个出入口，2号线出口共有3个，沿秦新路南北两侧分布。鱼嘴站的3号口、8号口采用了玻璃砖立面造型的特殊造型，是国内城市轨道交通出入口首次采用玻璃砖墙面系统。
| 出口編號               | 出口指示     | 建議前往的目的地     | 照片 |
| ---------------------- | ------------ | -------------------- | ---- |
| 出口 · 2L              | 秦新路（北） | 螺塘路 庐山路 保双街 |      |
| 出口 · 3L              | 秦新路（北） |                      |      |
| 出口 · 8L · 升降机标志 | 秦新路（北） | 鱼嘴湿地公园         |      |
| 註： 設有              |              |                      |      |

## 接驳交通

### 有轨电车
- 河西有轨电车秦新路站

## 周边
- 鱼嘴湿地公园